# Silver Pistol
Silver Pistol è il terzo album dei Brinsley Schwarz, pubblicato dalla United Artists Records (UAS 5566 negli Stati Uniti e UAS 29217 nel Regno Unito) nel febbraio del 1972. Il disco fu registrato nell'agosto del 1971 a Grenada, Londra (Inghilterra).

## Tracce
Brani composti da Nick Lowe, eccetto dove indicato
Lato A
1. Dry Land – 2:25 (Ian Gomm)
2. Merry Go Round – 4:01
3. One More Day – 2:50 (Ian Gomm)
4. Nightingale – 3:00
5. Silver Pistol – 3:28
6. The Last Time I Was Fooled – 3:58

Lato B
1. Unknown Number – 2:48
2. Range War – 2:25 (Ian Gomm)
3. Egypt – 5:13
4. Niki Hokey (Niki Hoeke Speedway) – 3:20 (Jim Ford, Lolly Vegas, Pat Vegas)
5. Ju Ju Man – 3:30 (Jim Ford)
6. Rockin' Chair – 2:08 (Ian Gomm)

- Nel CD pubblicato nel 2004 il brano Niky Hokey (come riportato stampato sull'ellepì originale, mentre sul CD è scritto Niki Hoeke Speedway) è accreditato al solo Jim Ford
- Nel CD pubblicato nel 2004 il brano Ju Ju Man è accreditato a Jim Ford e Lolly Vegas

## Musicisti
- Brinsley Schwarz - chitarre
- Ian Gomm - chitarre, basso, voce
- Bob Andrews - tastiere, voce
- Nick Lowe - basso, chitarre, voce
- Bill Rankin - batteria[1]